# Britse spoorwegstakingen 2022–2024
De Britse spoorwegstakingen van 2022–2024 waren een golf van stakingen van het spoorwegpersoneel in het Verenigd Koninkrijk die begon op 21 juni 2022 toen leden van de vakbond RMT het werk staakten uit onvrede met de verloning, geplande wijzigingen in de werkomstandigheden en het dreigement van ontslagen. Deze spoorwegstakingen maakten deel uit van de grootste stakingsgolf in het Verenigd Koninkrijk sinds 1989, waarbij er ook collectieve actie wordt gevoerd bij de NHS en in de postsector. Het spoorwegpersoneel werd vertegenwoordigd door de vakbonden RMT, ASLEF, TSSA en Unite the Union. In Schotland en Wales bereikten RMT en nadien ASLEF een akkoord in respectievelijk december 2022 en mei 2023. Het laatste dispuut, in Engeland, werd in november 2024 beëindigd met een akkoord. Dat akkoord kwam er nadat de Conservatieve Partij, die weigerde te onderhandelen, verslagen werd in de parlementsverkiezingen van 2024.